# Adesmia capitellata
Adesmia capitellata es una especie de planta floral del género Adesmia, categorizada en la tribu Dalbergieae, de la subfamilia Faboideae.

## Distribución
Especie nativa de Chile y Argentina. Crece en el bioma subtropical.

## Taxonomía
Fue descrita por (Clos) Hauman y publicada en Anales Soc. Ci. Argent. 86: 272 (1918 publ. 1919).
Sinónimos homotípicos
- Lotus capitellatus Clos.[1]

Sinónimos heterotípicos
- Adesmia oligophylla Phil.[1]
- Patagonium oligophyllum (Phil.) Kuntze.[1]